# Operação Irmandade
Operação Irmandade é uma operação brasileira deflagrada pela Polícia Federal em 10 de agosto de 2016, que investiga esquema de propinas e desvios de recursos nas obras de Angra 3 e  da Eletronuclear.
Policiais federais estiveram pela manhã em um condomínio na Zona Sul de São Paulo cumprindo um mandado de busca e apreensão e outro de prisão preventiva contra Samir Assad, (irmão de Adir Assad) acusado de ser operador financeiro da construtora Delta, que integrava um grupo responsável pelas obras. Na operação há também um mandado de busca e apreensão na casa de Samir.
Samir Assad é apontado como operador do esquema descoberto na Operação Pripyat, deflagrada em julho, formado por empresas de fachada que realizavam contratos fictícios e expediam notas fiscais falsas para a lavagem de dinheiro. Segundo o Ministério Público Federal (MPF), Samir é acusado de por 223 crimes de lavagem de dinheiro, falsidade ideológica, e organização criminosa.
Outros denunciados foram Marcelo Abbud, que já havia sido preso junto com Adir Assad, e Mauro Abbud. De acordo com o MPF, as empresas Legend Engenheiros Associados, SP Terraplenagem, JSM Engenharia e Terraplenagem e Alpha Taxi Aéreo Ltda usaram recibos falsos para abastecer o caixa 2 da construtora Andrade Gutierrez em mais de 176 milhões de reais.